# Wahlström & Widstrand
Wahlström & Widstrand est une maison d'édition suédoise fondée en 1884. Elle est une filiale du groupe d'édition suédois Bonnier.
Wahlström & Widstrand est fondée en 1884 à Stockholm par deux vendeurs de livres, Per Karl Wahlström et Wilhelm Widstrand. La maison d'édition commence par publier des livres de fiction dans les années 1890. Au cours de la première moitié du XXe, elle publie des auteurs étrangers tels que Hermann Hesse, Thomas Mann, Joseph Conrad, Maxime Gorki et Henri Bergson ou encore Franz Kafka dans les années 1940, William Styron dans les années 1950 et Joseph Heller au cours des années 1960.
Bon nombre d'écrivains suédois ont été découverts par Wahlström & Widstrand, et la maison d'édition a également publié plusieurs lauréats du prix Nobel de littérature comme Alexandre Soljenitsyne, Gabriel García Márquez, Derek Walcott, Wole Soyinka, Joseph Brodsky, José Saramago, V. S. Naipaul et Herta Müller. Parmi les écrivains suédois publiés par Wahlström & Widstrand, on compte Per Wästberg, Tage Danielsson, Ulf Lundell, Lukas Moodysson, Jens Lapidus et Johan Theorin.